# 田路勝
田路 勝（とうじ かつ、1943年（昭和18年）1月5日 - ）は、日本の政治家。元兵庫県宍粟市長（1期）。

## 来歴
立命館大学法学部卒。JAハリマ理事、兵庫県一宮町議を5期、同議長を経て、一宮町長を3期務めた。2005年合併により、宍粟市が誕生、これに伴う市長選挙に立候補したが、元山崎町長の白谷敏明に敗れて落選した。2009年の市長選挙で現職の白谷を破って初当選した。市長は1期務め、2013年の選挙で元宍粟市職員の福元晶三に敗れて落選した。